# (32456) 2000 SH72
2000 SH72 (asteroide 32456) é um asteroide da cintura principal. Possui uma excentricidade de 0.16370110 e uma inclinação de 16.88243º.
Este asteroide foi descoberto no dia 24 de setembro de 2000 por LINEAR em Socorro.